# ГЕС Мампіл
ГЕС Мампіл (ісп. Mampil) — гідроелектростанція в центральній частині Чилі у регіоні Біобіо (VIII Регіон). Розташована після ГЕС Пєучен і становить нижній ступінь у каскаді на річці Duqueco, правій притоці другої за довжиною річки країни Біобіо, яка впадає в Тихий океан у місті Консепсьйон.
Ресурс для роботи станції подається за допомогою прокладеного по лівобережжю річки дериваційного тунелю/каналу довжиною 12,3 км, куди потрапляє відпрацьована на ГЕС Пєучен вода. На завершальному етапі він переходить у напірний водовід до машинного залу завдовжки 688 метрів та діаметром 3,5 метра.
Основне обладнання станції становлять дві турбіни типу Френсіс потужністю по 24,5 МВт, які при напорі у 124 метри забезпечують виробництво 231 млн кВт·год електроенергії на рік.
Відпрацьована вода по відвідному каналу довжиною 0,2 км повертається у річку, на якій за 3,8 км нижче по течії облаштовано балансуючий резервуар, що утримує арково-гравітаційна гребля Рукакура висотою 15 метрів.
Видача продукції відбувається по ЛЕП, розрахованій на напругу 220 кВ.